# Nuestro Padre Jesús Nazareno (Jaén)
La representación de Nuestro Padre Jesús Nazareno de Jaén, también conocido como «Jesús» o, más comúnmente, como « Nuestro Padre Jesús de los Descalzos», por estar vinculado en sus orígenes a la orden de los Carmelitas Descalzos, moradores en la antigüedad del Convento en el que se venera a la imagen a día de hoy; El Santuario Camarín de Jesús, y antigua iglesia de San José. 
Nuestro Padre Jesús Nazareno es una escultura realizada en madera policromada, obra anónima del siglo XVI. Es titular de la Antigua, Insigne y Real Cofradía de Nuestro Padre Jesús Nazareno y María Santísima de los Dolores Es la imagen con mayor devoción en la ciudad. Existen otras imágenes con la misma advocación en diferentes lugares de España.
El compositor Emilio Cebrián Ruiz le dedicó una marcha procesional en 1935, teniéndola que titular “El Abuelo”, probablemente porque en tiempos de la II República era materialmente imposible registrar obras con fines litúrgicos. 
Esta marcha, en la actualidad titulada “Nuestro Padre Jesús”, es una de las más conocidas e interpretadas en toda la Semana Santa andaluza.
En Jaén, probablemente y desde aquel entonces se popularizó aquello de “Viva el Abuelo” vítore que llegó  acortado hasta nuestros días, fruto del que alguien un día exclamó al pasar Nuestro Padre Jesús Nazareno “Viva el Abuelo que te hizo”. 
Este vítore nace en honor al anciano el cual según la leyenda tallase la imagen a partir de un tronco de madera, dicho trabajo fuere realizado como pago para pasar una noche tormentosa en una casería del Jaén periférico. Ese anciano es "El Abuelo" de la leyenda del que todos hablaron durante siglos, Nuestro Padre Jesús Nazareno es la obra que aquel hombre mágico nos regaló. !Viva el Abuelo que te hizo¡

## Autoría
Algunos expertos sostienen que es obra del escultor Sebastián de Solís, por las similitudes que tiene la cabeza de Jesús con la del Cristo del Calvario de la Iglesia de San Juan, además de la coincidencia de fechas, ya que la talla de Nuestro Padre Jesús Nazareno es de finales del siglo XVI o principios del XVII, fecha que coincide con la época de Sebastián de Solís.
En la actualidad hay constatadas dos fuentes documentales sobre el origen de la talla. Una de ellas apareció en la primera edición de la Novena de Jesús, impresa en 1826. En ella se comenta que la especial devoción de los padres Carmelitas Descalzos a las imágenes de Jesús llevando sobre sus hombros la cruz les llevó a diligenciar la colocación en su iglesia de una imagen de Nuestro Padre Jesús Nazareno, con la mayor premura posible, para la fundación del convento de Jaén, siendo para ello "hecha con todo primor del arte, costeada con las limosnas que los religiosos recolectaron, acompañados por varios labradores de la puerta de Granada".
La segunda fuente documental sobre su origen fue hallada en el archivo de la catedral por Rafael Ortega y Sagrista. En ella se aludía a cierta información jurídica, por la cual el prior del Colegio y Convento de San José de Carmelitas Descalzos de Jaén, fray Juan de la Resurrección, el 16 de enero de 1703 ofrecía información ante el provisor y vicario general del Obispado, don Juan de Quiroga y Velarde, sobre los prodigios y milagros llevados a cabo por la imagen de Jesús, testimoniando para el informe diecisiete testigos, los cuales, tras declarar detenidamente los milagros por ellos conocidos, afirmaron lo siguiente: "que a la imagen de Jesús la habían hecho a sus expensas entre cuatro o seis labradores de la Puerta de Granada donde estaba sito el Convento de San José, con las limosnas que dieron, y otras que juntaron tres o cuatro religiosos Carmelitas con su diligencia y agencia, en cuyo Convento colocaron dicha imagen".
Lo anterior parece dejar claro que la imagen se hizo existiendo el Convento de los Padres Carmelitas Descalzos. Sin embargo, el autor de la efigie aún se desconoce, siendo factible que cualquier día puedan encontrarse documentos que clarifiquen el misterio. Según afirma Ortega y Sagrista, aquellos labradores que la costearon la encargarían a algún escultor de Jaén, existiendo en aquellos años varios y entre ellos dos muy buenos: Sebastián de Solís y Salvador de Cuéllar, este último autor del Cristo de la Clemencia y de la Santa Lucía que hay en San Ildefonso, entre otros. También destacaban los escultores Cristóbal Téllez y Blas de Figueredo.

### Leyenda sobre su autoría
Cuenta la leyenda que un misterioso anciano pidió alojamiento en una casería a las afueras de Jaén, hoy conocido como Casería de Jesús. En la puerta de la casa, reposaba el tronco cortado de un árbol y el anciano comentó a los dueños que él podría hacer una talla de Cristo con esa madera y que solo necesitara un lugar tranquilo para trabajar. Así que se encerró en una de las habitaciones de la casa y durante toda la noche no se escuchó ningún ruido, ni tampoco durante toda la mañana del día siguiente por lo que los dueños de la casa decidieron entrar en la habitación para ver que sucedía. El hombre ya no estaba, nadie lo había visto u oído salir. Y en el centro del habitáculo, junto a restos de virutas y trozos de madera, se erigía la talla de un Jesús Nazareno.

## Leyenda de la llave del Hospital

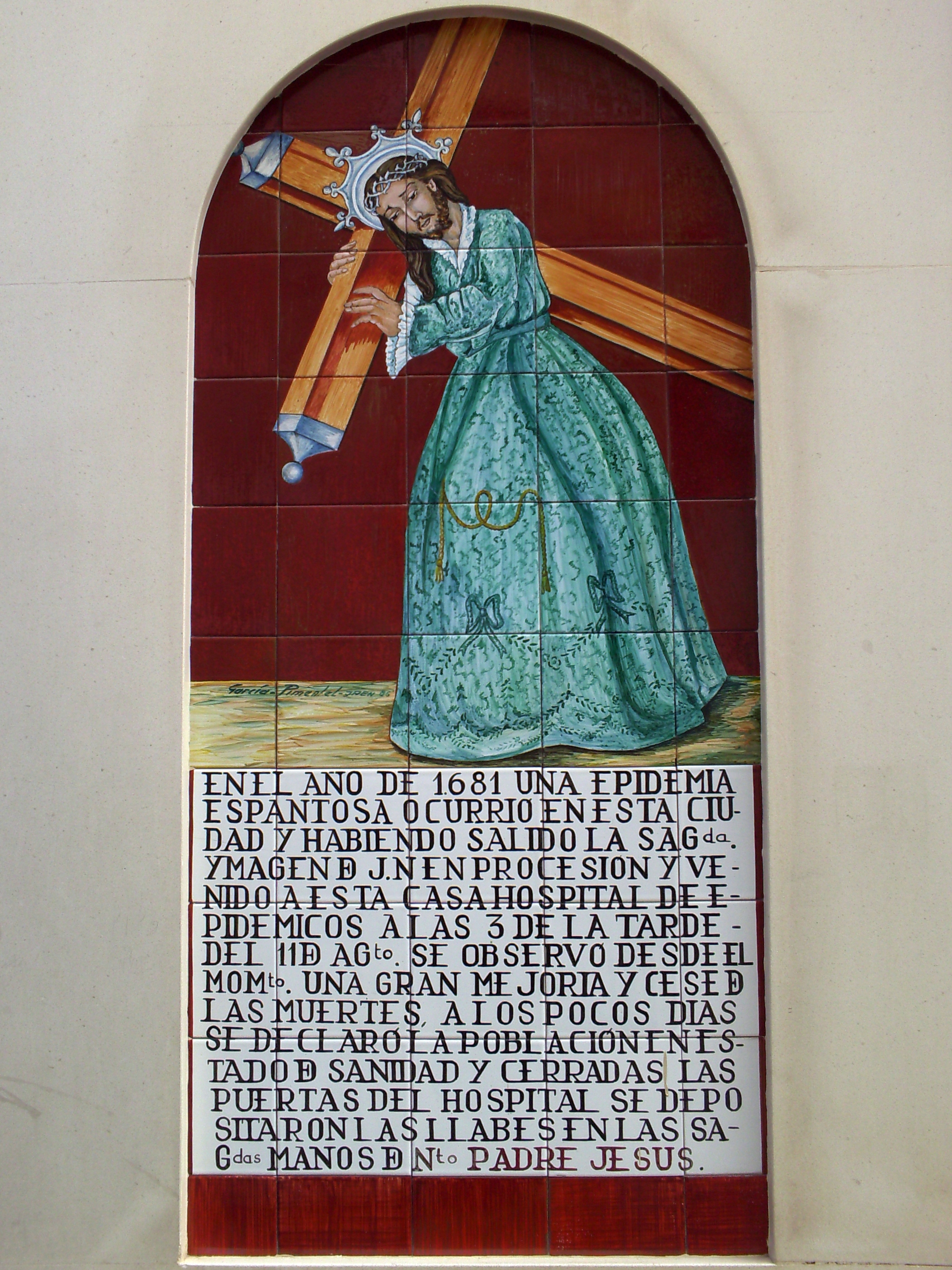
Azulejo ubicado en el lugar en el que se encontraba el hospital de epidémicos de la ciudad.

En el siglo XVII un brote de peste asolaba la ciudad cuando las autoridades decidieron realizar una procesión con la imagen del nazareno hasta el hospital en el que se trataba a los enfermos de peste. Desde ese mismo momento la enfermedad cesó y los enfermos comenzaron a recuperarse de la enfermedad que había terminado con la vida de cientos de ciudadanos, hasta el punto de que, en pocos días, el hospital fue cerrado ante la inexistencia de enfermos. Por ello la imagen porta en sus manos una gran llave, copia de la que daba acceso al hospital, y Nuestro Padre Jesús Nazareno obtuvo la dignidad de Hijo Predilecto de la ciudad.

## Túnica
La túnica con la que procesiona Nuestro Padre Jesús Nazareno fue donada en 1869 por la marquesa de Blanco Hermoso, cuyo coste fue de 30.000 reales y fue encargada a una artista granadina. Sin embargo, fue guardada en casa de los marqueses hasta 1911, cuando se entregó a la Cofradía. Se sometió a dos restauraciones, una en 1922 y otra en 1982. En esta última las hermanas dominicas trasladaron el bordado de oro fino al nuevo terciopelo y dieron forma a éste.